# Skule Tostesson
Skule Tostesson (apodado Kongsfostre, c. 1042-1090) fue un caudillo vikingo de Inglaterra, hijo de Tostig Godwinson jarl del reino de Northumbria, de Falsgrave y del señorío de Hougun, y de Judith de Flandes. Responsable de negociar y recuperar el cuerpo de su padre y del rey Harald Hardrada que murieron en la batalla de Stamford Bridge (1066) y llevarlos consigo a Noruega.
Posteriormente estuvo al servicio de Olaf III de Noruega a quien le unió una gran amistad. Murió en 1090 enfrentado a una horda de campesinos que se levantaron en armas por un asunto fronterizo en el distrito de Haverö.

## Herencia
Skule estaba casado con Gudrun Nefsteinsdatter (n. 1046), hija del stallari (mariscal) del reino Nefstein (n. 1008), y fruto de esa relación nacieron dos hijos:
- Asulf Skulesson (n. 1068), que se casó con Thora Skoftesdatter (n. 1070), hija de Skofte Ogmundsson. Fruto de ese matrimonio nació Guttorm Åsulvsson y Sigrid Asulfsdatter (n. 1098).
- Ragnhild Skulesdatter (1072-1110), que sería esposa de Krypinge-Orm Svensson.